# فغر البطين الثالث بالتنظير الداخلي
فغر البطين الثالث بالتنظير الداخلي (ETV) هو إجراء جراحي لعلاج استسقاء الرأس، يجري الجراح خلالها فتحة في أرضية البطين الثالث باستخدام منظار داخلي يوضع داخل البطينات من خلال نقب الجمجمة. يسمح ذلك للسائل الدماغي الشوكي بالتدفق مباشرة إلى الصهاريج القاعدية، متجاوزًا الانسداد. يجري الجراح الفتحة بشكل أساسي في الحدبة الرمادية الشفافة في أرضية البطين الثالث.

## الاستخدامات الطبية
يُعتبر فغر البطين الثالث بالتنظير الداخلي بديل لعملية التحويلة الدماغية، ويُجرى بشكل أساسي لعلاج أشكال معينة من استسقاء الرأس الانسدادي غير المتصل (مثل تضيق قناة المسال الدماغي)، ولكن بعد نجاح إجراء فغر البطين الثالث بالتنظير الداخلي ازدادت مبررات اللجوء إليه بشكل أكبر، إذ كان إجراؤه في البداية بشكل حصري تقريبًا للمرضى الذين يعانون من استسقاء الرأس الانسدادي غير المتصل (مثل تضيق قناة المسال الدماغي أو الورم داخل المخ). قد يكون المرضى الذين يعانون من استسقاء الدماغ الانسدادي (مثل النزف داخل القحف أو عدوى داخل القحف) مؤهلين للعلاج عبر إجراء فغر البطين الثالث بالتنظير الداخلي.

## المضاعفات
الميزة الرئيسية لإجراء فغر البطين الثالث بالتنظير الداخلي هو القدرة على تصريف السائل الدماغي النخاعي بدون الحاجة لوجود جسم غريب مزروع (التحويلة أو الشنت). فالتحويلة معرضة لخطر العدوى والفشل الذي يتطلب جراحة لاحقة. تشمل مضاعفات فغر البطين الثالث بالتنظير الداخلي النزف (وهو أشد ما يكون بسبب تمزق الشريان القاعدي)، وإصابة الهياكل العصبية (مثل الوطاء، والغدة النخامية، أو قبو الدماغ)، والتدهور المفاجئ المتأخر. قد تظهر العدوى والورم الدموي وتسرب السائل النخاعي في فترة ما بعد الجراحة مباشرة.

## فشل العلاج
يحدث فشل فغر البطين الثالث بالتنظير الداخلي بسبب انسداد الفغر البطيني (مثل انغلاق فتحة الفغر، أو تشكّل أغشية تحت عنكبوتية في الصهريج الجسري أو آليات أخرى). على الرغم من أن 60-90% من حالات الفشل تحدث في الأشهر القليلة الأولى بعد العلاج، لكن يحدث أيضًا حالات فشل بعد فترة طويلة من العملية (أُبلغ عن حالات فشل بعد 7 سنوات). يحدث عند مجموعة فرعية صغيرة جدًا من المرضى تدهور سريع ومتأخر، وهو ذو آلية غير واضحة.

## العلاج البديل
عند وجود مضادات استطباب أو موانع لإجراء فغر البطين الثالث بالتنظير الداخلي لأسباب مختلفة، فإن العلاج البديل هو فتح الصفيحة الطرفية أمام البطين الثالث. فعالية هذ الطريقة غير مؤكدة. 
خيارات العلاج الجراحي لاستسقاء الرأس هي زرع تحويلة دماغية وفغر البطين الثالث بالتنظير الداخلي. من غير المؤكد بالنسبة للفئة العمرية الأصغر (أقل من عامين) طريقة العلاج الأفضل بعد. يوجد حاليًا دراسة دولية كبيرة متعددة المراكز لمعالجة هذه المشكلة. يدخل ضمنها المرضى الذين تقل أعمارهم عن عامين، والمُشخّص لهم بتضيق قناة المسال الدماغي بدون وجود أي قصة ولادة مبكرة أو تشوهات دماغية أخرى مرتبطة بها (دراسة استسقاء الرأس الدولية للرضع). 

## ترافق الإجراء مع كي الضفيرة المشيمية
يوجد بعض الجدل حول الفائدة الإضافية للجمع بين فغر البطين الثالث بالتنظير الداخلي مع كي الضفيرة المشيمية. يشار إلى هذا الإجراء المجمّع بالاختصار «ETV / CPC» وأطلق عليه الطبيب بنيامين وارف اسم «إجراء الحرب». يوجد دراسات بحثية منشورة حول تجربة الأطباء لهذا الإجراء. أعطت أغلب البيانات نتائج إيجابية على المرضى في أفريقيا. تظهر الدراسات الحديثة من مجموعات بحثية في الدول الغربية أيضًا أن الجمع بين فغر البطين الثالث بالتنظير الداخلي وكي الضفيرة المشيمية ذو نتائج فعالة وآمنة ودائمة، وأن توقعات نجاح مماثلة لتلك الخاصة بفغر البطين الثالث بالتنظير الداخلي وحده. قد تعتمد درجة كي الضفيرة المشيمية عند الرضع على خبرة جراح الأعصاب (منحنى التعلم) وبالتالي قد يؤدي تدريب الجراحين إلى تحسين النتائج. يُجرى حاليًا إجراء ETV / CPC في عدد من المستشفيات في المدن الأمريكية والكندية، بما في ذلك سياتل، وواشنطن، وهيوستن، وتكساس، وكالجاري، وألبرتا، وتورنتو، وأونتاريو، وسولت لايك سيتي، ويوتا، وبوسطن، وماساتشوستس.